# La Nacional
La Nacional es una institución cultural, sociedad benéfica y centro social en Nueva York, Estados Unidos fundada por españoles para servir la comunidad española en la área metropolitana de Nueva York. Actualmente, es la institución cultural española más antigua de los Estados Unidos. 
La institución fue fundada en 1868 por la comunidad española de Nueva York en la entonces denominada Little Spain (la Pequeña España), el barrio español de Manhattan en los siglos XIX y XX. Para mediados del siglo XX, el flujo de españoles hacia Nueva York disminuyó drásticamente y el espíritu del centro cambió. Hoy en día sin embargo, La Nacional perdura como en centro social y cultural para la pequeña comunidad de españoles en Nueva York y también como escaparate de la cultura española para los estadounidenses.

## Socios notables
Muchos prominentes artistas y escritores españoles han vivido en La Nacional como artistas residentes durante su más de 150 años de su existencia, incluyendo Pablo Picasso, Salvador Dalí, Luis Buñuel y Federico García Lorca. 
En el 2010 el director de cine hispanoamericano Artur Balder, quién vivió en el edificio como artista residente durante más de un año, creó el documental Little Spain, mostrando por primera vez en película la historia de esta comunidad. El documental contiene más de 450 fotografías y 150 documentos que jamás habían sido publicadas y presentan la historia de las calles de la Pequeña España de Nueva York durante el siglo XX.

## Misión
Desde su fundación en 1868 el objetivo principal del centro español es para "promover, fomentar y difundir el espíritu de fraternidad y solidaridad entre españoles e hispano-americanos residentes en este país.”
En las primeras décadas desde su fundación La Nacional servía como una red de apoyo esencial para la diáspora española en los Estados Unidos. El centro proporcionaba alimentos y refugio, ofrecía servicios médicos, organizaba los entierros de familiares y actuaba como un hogar familiar y paisano fuera de España.
El centro español es una organización sin ánimo de lucro, un 501(c)(3) o una organización benéfica. La institución en sí y su edificio en la 14.ª Calle son propiedad de los socios del centro. El centro también recauda fondos de patrocinadores corporativos.